# Myrmecoclytus raffrayi
Myrmecoclytus raffrayi är en skalbaggsart som beskrevs av Leon Fairmaire 1895. Myrmecoclytus raffrayi ingår i släktet Myrmecoclytus och familjen långhorningar.
Artens utbredningsområde är Madagaskar. Inga underarter finns listade i Catalogue of Life.